# Gran Premi de Bèlgica del 1985
Resultats del Gran Premi de Bèlgica de Fórmula 1 disputat la temporada 1985 al circuit de Spa-Francorchamps el 15 de setembre del 1985.

## Resultats
| Pos | No | Pilot              | Equip                    | Voltes | Temps / Retirada | Pos. de sortida | Punts |
| --- | -- | ------------------ | ------------------------ | ------ | ---------------- | --------------- | ----- |
| 1   | 12 | Ayrton Senna       | Lotus - Renault          | 43     | 1h 34' 19. 893   | 2               | 9     |
| 2   | 5  | Nigel Mansell      | Williams - Honda         | 43     | + 28.422 s       | 7               | 6     |
| 3   | 2  | Alain Prost        | McLaren - TAG            | 43     | + 55.109 s       | 1               | 4     |
| 4   | 6  | Keke Rosberg       | Williams - Honda         | 43     | + 1' 15.290 min. | 10              | 3     |
| 5   | 7  | Nelson Piquet      | Brabham - BMW            | 42     | + 1 Volta        | 3               | 2     |
| 6   | 16 | Derek Warwick      | Renault                  | 42     | + 1 Volta        | 14              | 1     |
| 7   | 17 | Gerhard Berger     | Arrows - BMW             | 42     | + 1 Volta        | 8               |       |
| 8   | 8  | Marc Surer         | Brabham - BMW            | 42     | + 1 Volta        | 12              |       |
| 9   | 25 | Philippe Streiff   | Ligier - Renault         | 42     | + 1 Volta        | 18              |       |
| 10  | 18 | Thierry Boutsen    | Arrows - BMW             | 40     | + 3 Voltes       | 9               |       |
| 11  | 26 | Jacques Laffite    | Ligier - Renault         | 38     | Accident         | 17              |       |
| 12  | 29 | Pierluigi Martini  | Minardi - Motori Moderni | 38     | + 5 Voltes       | 24              |       |
| 13  | 3  | Martin Brundle     | Tyrrell - Renault        | 38     | + 5 Voltes       | 21              |       |
| NC  | 24 | Huub Rothengatter  | Osella - Alfa Romeo      | 37     | No Classificat   | 23              |       |
| Ret | 22 | Riccardo Patrese   | Alfa Romeo               | 31     | Motor            | 15              |       |
| Ret | 23 | Eddie Cheever      | Alfa Romeo               | 26     | Caixa canvi      | 19              |       |
| Ret | 15 | Patrick Tambay     | Renault                  | 24     | Caixa canvi      | 13              |       |
| Ret | 19 | Teo Fabi           | Toleman - Hart           | 23     | Accelerador      | 11              |       |
| Ret | 11 | Elio de Angelis    | Lotus - Renault          | 17     | Turbo            | 9               |       |
| Ret | 30 | Christian Danner   | Zakspeed                 | 16     | Caixa canvi      | 22              |       |
| Ret | 9  | Philippe Alliot    | RAM - Hart               | 10     | Accident         | 20              |       |
| Ret | 28 | Stefan Johansson   | Ferrari                  | 7      | Virolla          | 5               |       |
| Ret | 20 | Piercarlo Ghinzani | Toleman - Hart           | 7      | Accident         | 16              |       |
| Ret | 27 | Michele Alboreto   | Ferrari                  | 3      | Embragatge       | 4               |       |

## Altres
- Pole: Alain Prost 1' 55. 306

- Volta ràpida: Alain Prost 2' 01. 730 (a la volta 38)